# Gossip Candy
《Gossip Candy》（八卦蜜糖）為日本歌手倖田來未於2010年7月7日發行的47th單曲。為第2張十週年紀念單曲。

## 解說
- 與《MOON》相隔約2年1個月的4A單曲。
- 與前作《Can We Go Back》相隔約5個月的單曲。
- 本次的「Inside Fishbowl」和「Outside Fishbowl」與《悲夢之歌/我倆…》皆為一曲兩唱的形式，但此次只有歌詞與音高不同，將表現出倖田卓越的音域以及廣大的世界觀[1]。
- 《Gossip Candy》橫濱球場紀念盤（CD+球帽）於mu-mo shop限定販賣。有綠色、綠色、橘色3種球帽版本，單曲封面與其他型態不同。
- Fan Club「playroom」、「倖田組」特典為「車票卡片貼紙」。

## 發行版本
- CD ONLY
- CD+DVD

※台灣僅發行此版本
- 橫濱球場紀念盤（CD+球帽） ※未收錄Bonus Track

## 曲目

### CD
1. Lollipop
作詞：Kumi Koda・Ian Curnow・Julie Morrision・Jane Vaughan  作曲：Kumi Koda・Ian Curnow・Julie Morrision・Jane Vaughan
推翻男性的挑釁與誘惑，唱出頑強女性心情的帥氣歌曲，是屬於R&B跟Hip Hop的曲調。
  - music.jp 電視廣告曲
  - 日本電視台「ハッピーMusic」POWER PLAY
  - 「Seven Net Shopping」電視廣告曲
  - 索尼愛立信×MTV「Transform Your Xperia™」廣告曲
2. Inside Fishbowl
作詞：Kumi Koda・Niclas Lundin・Joakim Hahlin  作曲：Kumi Koda・Niclas Lundin・Joakim Hahlin
音調較高，歌詞的內容為用金魚缸來比喻雖然活在裡面，卻依然能感受到很幸福很自由的女生的心情。
  - 日本電視台「GURU GURU 99」片尾曲
3. Outside Fishbowl
作詞：Kumi Koda・Niclas Lundin・Joakim Hahlin  作曲：Kumi Koda・Niclas Lundin・Joakim Hahlin
音調較低，歌詞的內容為用金魚缸來比喻每天忍耐著活在當中，總有一天我要努力地跳脫出來的反骨精神。
  - 日本電視台「MIDNITE 系列連續劇」片尾曲
4. For you
作詞：Kumi Koda  作曲：Ryuichiro Yamaki
點綴了坦率的女孩的心情，是一首能夠溫暖人心的情歌。
5. Got To Be Real【Bonus Track】
作詞：David Foster・Cheryl Lynn・David Paich  作曲：David Foster・Cheryl Lynn・David Paich
翻唱自美國歌手「Cheryl Lynn」80年代Disco・classic的名曲，僅收錄於初回盤。
  - 百事可樂電視廣告曲

### DVD
1. Lollipop （Music Video）
2. Inside Fishbowl （Music Video）
3. Outside Fishbowl （Music Video）

## 資料來源
1. ↑  .   [2010-05-27]. （原始内容存档于2021-01-29）.